# Slittino ai Giochi olimpici giovanili
La disciplina dello slittino è presente nel programma dei Giochi olimpici giovanili invernali sin dalla prima edizione del 2012, disputata a Innsbruck in Austria, dove furono assegnate le medaglie nel singolo femminile e in quello maschile, nel doppio e nella gara a squadre.
A partire dalla terza edizione, svoltasi nel 2020 a Losanna, nella disciplina del doppio, che sino ad allora era ambosessi (ovvero le coppie potevano essere composte da due ragazzi, due ragazze o un ragazzo e una ragazza), venne istituita la separazione di genere, con l'introduzione di due gare separate, una per le ragazze e una per i ragazzi.

## Medaglie assegnate
| Eventi            | 12 | 16 | 20 | 24 |
| ----------------- | -- | -- | -- | -- |
| Singolo femminile | •  | •  | •  | •  |
| Singolo maschile  | •  | •  | •  | •  |
| Doppio            | •  | •  |    |    |
| Doppio femminile  |    |    | •  | •  |
| Doppio maschile   |    |    | •  | •  |
| Gara a squadre    | •  | •  | •  | •  |

## Medagliere
Aggiornato a Gangwon 2024
| Pos    | Nazione     | Oro | Argento | Bronzo | Totale |
| ------ | ----------- | --- | ------- | ------ | ------ |
| 1      | Germania    | 6   | 8       | 3      | 17     |
| 2      | Italia      | 6   | 1       | 2      | 9      |
| 3      | Lettonia    | 2   | 4       | 3      | 9      |
| 4      | Austria     | 1   | 2       | 5      | 8      |
| 5      | Russia      | 1   | 2       | 3      | 6      |
| 6      | Canada      | 1   | 1       | 1      | 3      |
| 7      | Stati Uniti | 1   | 0       | 1      | 2      |
| Totale | Totale      | 18  | 18      | 18     | 54     |